# The Serpent's Egg
The Serpent's Egg es el cuarto álbum de estudio de la banda australiana Dead Can Dance, lanzado el 24 de octubre de 1988, y bajo el sello discográfico 4AD.

## Background
El álbum fue el último producido, mientras que Brendan Perry y Lisa Gerrard eran una pareja romántica. La mayoría del álbum se grabó en un bloque de apartamentos de varias plantas en la Isle of Dogs, Londres.
Perry discutió el título del álbum: "En muchas fotografías aéreas de la Tierra, si lo miras como un organismo gigante, un macrocosmos, puedes ver que la naturaleza de la fuerza vital, el agua, viaja de forma serpentina".

## Canciones
Todas las canciones escritas y compuestas por Lisa Gerrard and Brendan Perry. 
| Side A |                                                      |          |  |
| N.º    | Título                                               | Duración |  |
| 1.     | «The Host of Seraphim»                               | 6:18     |  |
| 2.     | «Orbis de Ignis»                                     | 1:35     |  |
| 3.     | «Severance»                                          | 3:22     |  |
| 4.     | «The Writing on My Father's Hand»                    | 3:50     |  |
| 5.     | «In the Kingdom of the Blind the One-Eyed Are Kings» | 4:12     |  |

| Side B |                        |          |  |
| N.º    | Título                 | Duración |  |
| 1.     | «Chant of the Paladin» | 3:48     |  |
| 2.     | «Song of Sophia»       | 1:24     |  |
| 3.     | «Echolalia»            | 1:17     |  |
| 4.     | «Mother Tongue»        | 5:16     |  |
| 5.     | «Ullyses»              | 5:09     |  |

## Recepción
En una revisión retrospectiva, AllMusic dijo: "Perry y Gerrard continuaron experimentando y mejorando con  El huevo de la serpiente , tanto un salto hacia adelante como  Bazo e Ideal  fue algunos años anteriormente ", con muchos elogios para el título de apertura del álbum" The Host of Seraphim ", al que llamó" tan asombrosamente bueno que casi la única reacción es un gran temor ".

## Legado
El dúo de música electrónica The Chemical Brothers usó una muestra invertida de "Song of Sophia" en "Song to the Siren", del álbum  Exit Planet Dust . El rapero G Herbo también probó "The Host of Seraphim" en su canción "4 Minutes of Hell, Part 3" de su mezcla de debut,  Welcome to Fazoland .

## En la cultura popular
"The Host of Seraphim" apareció en 1992 no narrativa documental  Baraka  (y se incluyó en la película banda sonora, el tráiler teatral de la película de 2006 ' Home of the Brave' 'y en los créditos finales de la película de 2007  The Mist .

## Historial de lanzamientos
| País          | Fecha                 |
| ------------- | --------------------- |
| Australia     | 24 de octubre de 1988 |
| United States | 2 de febrero de 1994  |

## Personal
- Lisa Gerrard – voz, producción en tracks 3–6, 8 y 9
- Brendan Perry – voz, hurdy-gurdy, producción, diseño de la manga
- Andrew Beesley – viola
- Sarah Buckley – viola
- Tony Gamage – violonchelo
- Alison Harling – violín
- Rebecca Jackson – violín
- David Navarro Sust – voz

Technical
- John A. Rivers – co-production en tracks 1, 2, 7 y 10
- Vaughan Oliver – diseño de la manga (con Brendan Perry)